# Georg Baselitz
Georg Baselitz (rođen kao Hans-Georg Kern), (Deutschbaselitz, 23. siječnja 1938.), njemački slikar i kipar.